# Липа (Белтинци)
Липа (словен. Lipa, мађ. Kislippa) је насељено место у општини Белтинци, Помурска регија, Словенија.

## Историја
До територијалне реорганизације у Словенији била је у саставу старе општине Мурска Собота.

## Становништво
У попису становништва из 2011. године, Липа је имала 581 становника.
| Број становника према пописима | Број становника према пописима | Број становника према пописима |
| ------------------------------ | ------------------------------ | ------------------------------ |
| 1991                           | 2002                           | 2011                           |
| 695                            | 633                            | 581                            |